# Vernietiging
Vernietiging, ook bekend onder de oorspronkelijk Engelse titel Annihilation, is een sciencefiction- en horrorroman uit 2014 van de Amerikaanse schrijver Jeff VanderMeer. Het is het eerste boek uit diens Southern Reach-trilogie.

## Inhoud
Een team van vier vrouwen – een antropoloog, een landmeter, een bioloog en een psycholoog – krijgen van de organisatie Southern Reach de opdracht om de grens over te steken en het onbewoonde Gebied X te bestuderen. Hun verhaal wordt verteld aan de hand van het wetenschappelijk dagboek van de introverte, maar intelligente bioloog.
Ze maken deel uit van de twaalfde expeditie in Gebied X. De echtgenoot van de bioloog maakte deel uit van de vorige expeditie. Hij stond op een dag onverwacht in hun keuken en kon zich niet meer herinneren hoe hij was teruggekeerd. Ook de overige leden van zijn team doken plots op. Enkele maanden later stierf hij aan kanker, net als de andere deelnemers aan de elfde expeditie.
Na de eerste nacht in het basiskamp ontdekken de leden van de twaalfde expeditie een ondergrondse tunnel met spiraalvormige trap die door de bioloog als een "toren" omschreven wordt. In de toren ontdekken ze een tekst die begint met de woorden "Waar ligt de wurgvijg...". De tekst op de wand lijkt te bestaan uit plantaardig materiaal. Terwijl de bioloog de tekst onderzoekt, ademt ze per ongeluk de sporen van de begroeiing in.
De bioloog ontdekt vervolgens dat de psycholoog, die de leiding over de groep heeft, de overige teamleden door middel van hypnose geprogrammeerd heeft. Door bepaalde woorden te zeggen, raakt iedereen meteen gehypnotiseerd. Dit heeft echter geen invloed op de bioloog, die vermoedt dat ze sinds het inademen van de sporen immuun is voor de hypnose. De groep besluit terug te keren naar het basiskamp; in de verte horen ze een kreunend geluid.
De volgende ochtend is de antropoloog verdwenen. De psycholoog beweert dat ze is vertrokken en teruggekeerd naar de grens. Vervolgens gaan ze terug naar de toren, waar de bioloog en landmeter opnieuw afdalen terwijl de psycholoog de wacht houdt. Uiteindelijk vinden ze het lichaam van de antropoloog terug. Er wordt aangenomen dat ze in contact is gekomen met de schrijver van de tekst op de torenwand, een wezen dat door de bioloog de Krabbelaar wordt genoemd. Wanneer ze terug aan het oppervlak komen, blijkt de psycholoog verdwenen te zijn.
De bioloog en de landmeter keren na een onsuccesvolle zoektocht naar de psycholoog terug naar het basiskamp. Die nacht merkt de bioloog in de verte het licht van een vuurtoren op. De volgende dag gaat ze in haar eentje naar de vuurtoren. Daar vindt ze de wetenschappelijke dagboeken van voorgaande expedities – waaronder die van haar echtgenoot – waaruit kan afgeleid worden dat er in het verleden nog veel meer expedities zijn geweest. Ze vindt ook een foto van de vuurtorenwachter van dertig jaar geleden, toen Gebied X verlaten werd. In de buurt van de vuurtoren ontdekt ze de ernstig gewonde psycholoog. Ze was uit de vuurtoren gesprongen om aan een onbekende entiteit te ontsnappen. Alvorens ze sterft, vertelt de psycholoog dat het gebied zich geleidelijk uitzet in noordelijke richting. Ze zegt ook dat het lichaam van de bioloog nu een geel licht uitstraalt.
Op weg naar het basiskamp stoot de bioloog op het kreunend wezen dat ze elk nacht hoorde. Ze weet te ontkomen maar wordt dan aangevallen door de landmeter. Het komt tot een vuurgevecht waarbij de bioloog gewond raakt en de landmeter gedood wordt. Als enige overlevende van de expeditie besluit ze terug naar de tunnel te keren om de Krabbelaar op te sporen. Ze daalt af via de spiraalvormige trap en vindt de Krabbelaar. Na een bijna fatale confrontatie weet ze te ontsnappen. Op haar weg naar buiten ziet ze de vuurtorenwachter van de foto. Hij lijkt gevangengenomen door de Krabbelaar en lijkt niet te zijn verouderd.
De bioloog besluit Gebied X niet te verlaten. Ze wil naar de kust gaan en naar het noorden reizen, om de weg af te leggen die haar echtgenoot in Gebied X heeft afgelegd.

## Achtergrond
Een tocht van veertien mijl door het beschermde natuurgebied St. Marks National Wildlife Refuge in het noorden van Florida diende als inspiratie voor het boek. Heel wat dieren en planten die auteur Jeff VanderMeer gedurende zeventien jaar in het gebied ontdekte, verschijnen ook in de Southern Reach-trilogie. Het natuurgebied bevat ook net als Gebied X een vuurtoren. In maart 2014 bracht VanderMeer een bezoek aan de St. Marks-vuurtoren.